# Биберштейн (герб)
Биберштейн (пол. Biberstein, Bibersztein, Bibersztajn, Bibersztyn, Bieberstein, Momot, Wiberszten) — польский дворянский герб.

## Описание
В золотом поле, поднятый вверх красный олений рог ветвями влево. Та же эмблема повторяется и над шлемом. Род Биберштейнов выводят из Германии, откуда он в XIV в. переехал в Польшу.

## Герб используют
Биберштейн (Biberstejn, Biberstein, Bibersztejn, Biberszteyn): Бялковские (Bialkowski), Биберштейн (Bibersztejn, Biebersztejn, Biberstein, Biberszteyn), Блонские (Blonski), Бойшевские (Boiszewski), Хорманские (Chormanski), Язвецкие (Jazwiecki), Казимерские (Казимирские, Kazimirski, Kazimierski Biberstejn, Bibersztejn), гр. Красицкие (Krasicki), Ленартовичи, Левицкие (Lewicki), Миколаевские (Mikolajewski), Одроцлев (Одроцлефф, Odrocleff, Odroclew), Одрвольфф (Odrwolff), Радзеевские (Радзеёвские, Radziejowski), Рогаля (Rogala), Рыдальские (Rydalski), Себенские (Sebienski), Старовейские (Starowieyski, Starowiejski), Шебенские (Szebienski)